# Julia Lee (Schauspielerin)
Julia Lee (* 1979 in Atlanta, Georgia, USA) ist eine US-amerikanische Schauspielerin, die vor allem durch Gastauftritte in Fernsehserien bekannt wurde.
So spielte sie unter anderem in zwei Folgen der Serie Buffy – Im Bann der Dämonen mit. In der Fernsehserie Angel – Jäger der Finsternis war sie in drei Folgen zu sehen, wobei sie denselben Charakter (der sich allerdings verschiedene Namen gibt) wie in Buffy darstellte. Sie wirkte auch in einer Folge der zweiten Staffel von Charmed – Zauberhafte Hexen mit.

## Filmografie
- 1997–1998: Buffy – Im Bann der Dämonen (Buffy the Vampire Slayer, Fernsehserie, Folgen 2x07 und 3x01)
- 2000: Charmed – Zauberhafte Hexen (Charmed, Fernsehserie, Folge 2x17)
- 2000: Ophelia Learns to Swim
- 2001–2004: Angel – Jäger der Finsternis (Angel, Fernsehserie, drei Folgen)
- 2003: Extreme Rage (A Man Apart)
- 2003: Hellborn
- 2003: Grind – Sex, Boards & Rock’n’Roll (Grind)
- 2004: The Hillside Strangler
- 2006: Free Ride (Fernsehserie, eine Folge)
- 2006: After I’m Gone (Kurzfilm)
- 2012: Goldenstate (Kurzfilm)